# شهرستان تربت جام
شهرستان تربت جام یکی از شهرستان‌های استان خراسان رضوی ایران است. مرکز این شهرستان، شهر تربت جام است. بر پایه سرشماری عمومی نفوس و مسکن در سال ۱۳۹۵ جمعیت این شهرستان ۲۶۷٬۶۷۱ نفر (در ۷۱٬۸۰۲ خانوار) بوده‌است. این شهرستان در سال ۱۳۳۵ از شهرستان مشهد جدا و مستقل شده‌است. این درحالی است که شهرستان مشهد در تاریخ ۱۳۱۶ در دومین قانون تقسیمات کشوری ایران ایجاد گردید. اکثریت مردم این شهرستان از قومیت فارس و خاوری می باشند. غرب این شهرستان واقع در رشته‌کوه کوهسرخ قرار گرفته‌است.

## تقسیمات کشوری
- بخش مرکزی شهرستان تربت جام
  - دهستان جامرود
  - دهستان جلگه موسی‌آباد
  - دهستان میان‌جام

شهرها: تربت جام
- بخش نصرآباد
  - دهستان بالاجام
  - دهستان کاریزان

شهر: نصرآباد
- بخش بوژگان
  - دهستان دشت جام
  - دهستان هریرود

شهرها: نیل‌شهر، احمدآباد صولت
- بخش پائین جام
  - دهستان زام
  - دهستان گل بانو

شهر: سمیع‌آباد